# 160 км (зупинний пункт, Південна залізниця, Полтавський район)
160 км — пасажирський залізничний зупинний пункт Полтавської дирекції Південної залізниці на електрифікованій лінії Полтава-Південна — Кременчук між станціями Полтава-Південна (19 км) та Мала Перещепинська (5 км). Розташований біля дачних ділянок, на березі річки Тагамлик, у  Полтавському районі Полтавської області.

## Пасажирське сполучення
На зупинному пункті 160 км зупиняються приміські поїзди сполученням Полтава-Південна — Кременчук.